# بترا أوسترجرين
آنا سيسيليا بترا أوسترجرين (من مواليد 29 سبتمبر 1965 في بلدية كيرونا) كاتبة سويدية نسوية ومناقشة ومعلقة اجتماعية ومدربة فنون الدفاع عن النفس. بترا حاصلة على درجة الماجستير في علم الإنسان الاجتماعي (جامعة ستوكهولم)، وهي طالبة دكتوراه في جامعة لوند. بحثها بعنوان «حالة النسوية» "The State of Feminism". 

## الدفاع عن النفس
في الثمانينات من القرن الماضي، ساعدت أوسترغين في إطلاق حركة دفاع عن النفس النسوية في السويد. كانت ناشطة كمدربة في منظمة Pandora kvinnligt försvar (الدفاع عن المرأة في باندورا) وتدير نادي للكونغ فو بأسلوب الكاجوكنبو في محاولة لمساعدة النساء على الدفاع عن أنفسهن ضد الاعتداء الجنسي. كانت ناشطة مع المنظمة الوطنية للملاجئ النسائية. هي مؤلفة كتاب Slå tillbaka !: Handbok i självförsvar (قتال مرة أخرى؛ كتيب للدفاع عن النفس) نُشر في عام 1993. كما ألفت كتابًا عن والدتها، التي تعرضت للضرب حتى الموت على يد رجل كان على علاقة وجيزة معها، بعنوان Att komma till ro med det allra värsta (تعامل مع الأسوأ).

## علم الاجتماع والسياسة الجنسانية
مشاركتها في تعليم الرجال لفنون الدفاع عن النفس جعل منها شخصية مثيرة للجدل مع النسويات الراديكاليات، وأصبح الجدل حولها ضخما عند نشرها مقالًا في مجلة بانج تساءلت فيه عما إذا كانت جميع المواد الإباحية مبنية أساسا على كراهية النساء.
تعتبر أوسترجرين ناقدة أساسية للحركة النسائية المتطرفة في السويد. حيث تحدت وجهات نظرهم بشأن الجنس والعنف والسلطة، مشيرة إلى أن العنف في العلاقات بين السحاقيات لا يختلف اختلافًا كبيرًا عن العنف ضمن العلاقات بين الجنسين. منذ بداياتها، كانت أوسترجرين إحدى القلائل الذين تحدوا علنًا الموقف النسوي الراديكالي بشأن الدعارة الذي توج بقانون sexköpslagen (قانون شراء الجنس) لعام 1999. إذ كانت مدافعة عن تجريم الدعارة. في عام 2006، نشرت بور، بوري هور أوش أنثويست (المواد الإباحية والعاهرات وغيرهن من النسويات)، وهي مادة تشكل تحليلا لثلاثة عقود من السياسة السويدية بشأن المواد الإباحية والدعارة، ونقد السياسة الجنسية الراديكالية النسوية. في عام 2008، نشرت مجلداً بعنوان F-ordet: Mot en ny feminism (The F -word: نحو نسوية جديدة)، لتجمع بين الكُتّاب والمعلقين لتقديم وجهات نظر جديدة حول قضايا النسوية القديمة.

## العمل
بالإضافة إلى كُتبها، تكتب أوسترجرين بانتظام في الصحف والمجلات، بما في ذلك سفينسكا داغبلادت ، و LO-tidningen ، و إكسبرييسن ، و أفتون بلادت ، و أكسيس و Voltaire ، كما تجري بانتظام لقاءات عامة، ويتم استشارتها حول قضايا الدعارة والجنس.

## قائمة المراجع

### كتب
- (ردمك 9789127113961)
- (ردمك 9789127063778) Att komma till ro med det allra värsta] ، Natur och Kultur ، 1996
- (ردمك 9789127113947) Porr، horor och feminister ، Natur och Kultur، 2006

التعليقات
Tiden har kommit ikapp Petra Östergren. FriaTidningen 20 نوفمبر 2006
- F-ordet. موت أون نيويورك النسوية ، ألفابيتا، 2008
- Berättelsen om Esmara (قصة اسمرة) Piratförlaget ، 2010

التعليقات
Skönlitteratur behöver rymd mellan orden. سفد كولتور 15 سبتمبر 2010
Petra Östergren vet hur fasan känns. NSD 11 سبتمبر 2010

### مقالات
- رجل جديد شجاع. أكسيس فبراير 2010
- قانون شراء الجنس السويدي: النجاح المزعوم والآثار الموثقة. نسخة محفوظة 1 يونيو 2011 على موقع واي باك مشين. S Dodillet ، P Östagren. مايو 2011

### ابحاث
- Synden ideologiserad. الحديث عن سفينسك الدعارة سوميتيتيتيس سوم-أوتش trygghetsskapare. ماجستير رسالة ماجستير الأنثروبولوجيا، جامعة ستوكهولم 2003

## روابط خارجية
- موقع بترا أوسترجرين